# Carmen Xaquilá
Carmen Xaquilá är en ort i Mexiko.   Den ligger i kommunen Chilón och delstaten Chiapas, i den sydöstra delen av landet, 800 km öster om huvudstaden Mexico City. Carmen Xaquilá ligger 1 261 meter över havet och antalet invånare är 249.
Terrängen runt Carmen Xaquilá är kuperad. Runt Carmen Xaquilá är det ganska tätbefolkat, med 54 invånare per kvadratkilometer. Närmaste större samhälle är Yajalón, 12,5 km norr om Carmen Xaquilá. I omgivningarna runt Carmen Xaquilá växer i huvudsak städsegrön lövskog.